# Agulles de Finestrelles
Les Agulles de Finestrelles és una muntanya de 883 metres que es troba al municipi de Sant Llorenç Savall, a la comarca del Vallès Occidental. Es pot accedir des del coll d'Estenalles.